# 台蘑
台蘑，是中华人民共和国山西省五台山盛产的一类蘑菇，也称五台山蘑菇、台山蘑菇。

## 特点
台蘑主要生在五台山顶部，当地主要有“银盘”、“香信”两个品种。前者形体较小，鲜时长约一寸，通身银白，乾後萎缩不大，菇帽仍保持圆形；后者形体较大如同核桃，呈乳白色，干后萎缩显著，折绉较多。两者肉质肥实细嫩，香味浓郁。按照真菌学分类均属于口蘑科，当地调查发现具体包括有大杯伞（猪肚菇）、肉色杯伞、口蘑、漏斗形杯伞、草蘑、直柄铦囊蘑、条柄铦囊蘑、粉紫香蘑、紫丁香蘑、肉色香蘑、棕灰口蘑、杨树口蘑等。